# Ivonne Ramírez Ramírez
Ivonne Ramírez Ramírez (Ciudad Juárez, Chihuahua, México, 4 de junio de 1980), también conocida como Ivonne Carlos e Ivonne Ramírez, es una activista mexicana, trabajadora comunitaria, investigadora y escritora que ha radicado la mayor parte de su vida en Ciudad Juárez. Fue miembra cofundadora del extinto Colectivo Palabras de Arena, participó como organizadora del Ladyfest Juárez en el año 2015 y actualmente realiza el proyecto cartográfico de monitoreo y mapeo digital georreferenciado de feminicidios en Ciudad Juárez llamado «Ellas Tienen Nombre».

## Biografía
Estudió literatura y también estudios de las mujeres y de género. Realizó proyectos artísticos comunitarios durante 10 años con el Colectivo Palabras de Arena en Ciudad Juárez (Chihuahua), Ojinaga (Chihuahua) y en Toluca (Estado de México). La activista también fue una de las cuatro organizadoras del Ladyfest Juárez 2014 segunda edición, junto a Itzel González, Linda Ávila y Alejandra Aragón. En el 2015, inició el proyecto de cartografía digital «Ellas Tienen Nombre» sobre feminicidios cometidos en Ciudad Juárez desde 1993 a la fecha. Luego, por idea de Silvia Banda quien es mamá de Fabiola Janeth Valenzuela Banda, víctima de feminicidio, colaboró en el mapa conmemorativo De Norte a Sur, De Este a Oeste. Gracias a este activismo digital "logró conectarse con iniciativas de mapeo que están tomando forma en otros países latinoamericanos para denunciar la violencia de género y los feminicidios, como también otras situaciones de violación de derechos humanos".
Ramírez vivió un tiempo en Connecticut, Estados Unidos, en donde realizó algunos talleres y clubes de escucha en una de las bibliotecas públicas del condado de Hartford. Desde el 2020, reside en Finlandia en donde colabora en el programa Lukupesä en el área de mediación de lectura y literatura infantil. Ahí mismo, la organización IBBY-Finlandia la invitó a participar en el seminario "Multilingüismo y literatura infantil en Finlandia"  También coordina desde el 2016, una página para dar a conocer convocatorias y becas para mujeres de Latinoamérica y el Caribe la cual cerró después de 7 años en el 2023. Sin embargo antes de que cerrara el proyecto, el podcast Libros en el transporte hizo una entrevista acerca de la página que tenía muchas seguidoras. Desde el 2016, Ramírez es jueza del Premio Internacional del Libro Latino de Empowering Latino Futures (antiguamente conocido como Latino Literacy Now), una organización sin fines de lucro fundada en 1997 en California. 

## Activismo cartográfico y artístico
El mapa digital creado por Ivonne Ramírez se une a las cartografías multimedias creadas por María Salguero Buñuelos sobre feminicidios cometidos en todo México y al realizado por la fotógrafa activista y artista Sonia Madrigal en el Estado de México llamado «La Muerte Sale por el oriente». Madrigal, quien es también cofundadora de la plataforma digital Mal d3 ojo, conjuga fotografía, intervención y mapeo para evidenciar las peligrosidades a las que se enfrentan niñas y mujeres en el Estado de México, exigiendo justicia y un alto a los feminicidios. Sonia Madrigal inició su documentación y su georreferenciación cartográfica "tomando como referencia el mapeo que Ivonne Ramírez realizó para los casos de Cd. Juárez" y así se inició una comunicación entre ambas. Una colectiva de activistas en Ecuador contactó después a Sonia Madrigal para "replicar el mapeo en su país", produciéndose así una especie de reacción, apoyo y enriquecimiento en cadena para visibilizar desde distintos puntos a las víctimas y los contextos de un problema estructural que se agrava a lo largo de Latinoamérica como lo es el feminicidio o feminicidios.
El trabajo de «Ellas Tienen Nombre» ha provocado otro tipo de denuncias artísticas, interpretaciones y acciones comunitarias como el de la artista y también activista feminista Jane Terrazas que creó la cartografía textil del feminicidio basada en los datos de «Ellas Tienen Nombre». En esa cartografía textil, Jane Terrazas propuso una pieza a gran formato que pudiera ser intervenida por diferentes comunidades con la finalidad de que se abra "un diálogo sobre la ola de violencia contra las mujeres y la crisis de Derechos Humanos que está presentándose con mayor regularidad en todo el país" Estos talleres de textiles electrónicos se han efectuado en distintas partes y se han llevado a cabo también exposiciones en Ciudad Juárez, El Paso (Texas), Guadalajara (Jalisco), San Diego (California) y Tijuana (Baja California), entre otras ciudades.
La información contenida en el proyecto «Ellas Tienen Nombre» también originó la pieza titulada With the stars above and the sun below y la titulada Mujeres iluminadas del artista Óscar I. González Díaz.
La activista "es parte de una red de mujeres en Latinoamérica que trabajan en temas de género" visibilizando y luchando contra los feminicidios, entre otras cuestiones. Aparte de María Salguero Buñuelos y Sonia Madrigal, Helena Suárez Val es también parte de esa red de monitoreadoras y mapeadoras.
Además, el colectivo Bordeamos por la paz se sumó también a esta búsqueda de justicia a través del bordado, convocando mundialmente a realizar la Manta de la Memoria. Personas de México, Escocia, Alemania, Holanda, Colombia, Estados Unidos, entre otros, colaboraron enviando sus bordados a la fronteriza ciudad de Juárez.
Otros trabajos que nombran la cartografía digital de feminicidios cometidos en Ciudad Juárez Ellas Tienen Nombre como una de sus inspiraciones para crear otras propuestas artísticas y activistas, son los trabajos de Esther M. García con su Mapa de Escritoras Mexicanas Contemporáneas y el trabajo de la artista regiomontana Gina Arizpe, quien fue parte del proyecto Colectivo MarcelayGina, con su propuesta titulada Sin Huella conformada de instalación, foto y video, misma que fue exhibida en el Museo Universitario del Chopo.

### Publicaciones
- Carlos, Ivonne. (2022). Mi mamá fue guerrillera. Perú: editorial Gafas Moradas.
- Gatwiri, Kathomi, et al. (2023). Feminicide data activism. Myrna Dawson y Saide Mobayed Vega (ed.), The Routledge International Handbook of Femicide and Feminicide.
- Carlos, Ivonne e Irem Kurt. (2023). In another world. En Jasmina El Bouamraoui, Chantal-Fleur Sandjon y Warda Ahmed (Eds.), In our own words. BIPoC Perspectives in Children's Literature (pp. 39-46). Editorial Goethe-Institut Finnland. https://www.goethe.de/resources/files/pdf293/publication-drin-2023-digital-v2.pdf
- Ramírez R., Ivonne. (2018). México, el país más peligroso para ser mujer. En Creusa Muñoz (Coord.), El Atlas de la revolución de las mujeres. Las luchas históricas y los desafíos actuales del feminismo (pp. 44-45). Argentina: Capital Intelectual de Le Monde diplomatique edición Cono Sur. Recuperado de https://www.eldiplo.org/wp-content/uploads/2018/11/pdf-atlas-deporte.pdf
- Ramírez Ramírez, I. (2005). La literatura como fin o el fin de la literatura para jóvenes. Revista de las Fronteras de la Universidad Autónoma de Ciudad Juárez: n. 3 (1), p. 55-58. Consultado el 2 de enero de 2023.
- Ramírez Ramírez, I., y Tania Hernández Arzaluz. (2013). La literatura infantil y los adultos. Revista Cuadernos Fronterizos de la Universidad Autónoma de Ciudad Juárez: n. 25 (8), p. 29-31. Consultado el 2 de enero de 2023.
- Ramírez Vázquez, A., Ramírez Ramírez, I. y Báez Ayala, S. (2012). Sueño de palabras en la estepa. Experiencias lectoras contra la violencia en Ciudad Juárez (2001-2010). Tlalpan, México: Universidad Autónoma Metropolitana.

### Consulta adicional
- Anzo Escobar, Marisol. (2022). Del dolor a la esperanza: constelación de emociones en el activismo feminista contra el feminicidio en contextos sociales de alta violencia en México [tesis del programa de Doctorado en Estudios Culturales]. El Colegio de la Frontera Norte, A. C.
- Arroyo, Lorena. (19 de junio de 2018). 'Ellas tienen nombre': El mapa que cuenta las historias de las víctimas de feminicidio en Juárez. Univisión Noticias. Recuperado el 19 de marzo de 2019.

- Centro para el Desarrollo Integral de la Mujer. Dirección y fotografía de Alejandra Aragón. Ciudad Juárez: Ecos del Desierto. http://ecosdeldesierto.org/
- Márquez, Perla. (21 de marzo de 2021). "Invitan a bordar para preservar la memoria de mujeres asesinadas". Norte Digital (Ciudad Juárez). Recuperado el 2 de enero de 2021 de https://nortedigital.mx/invitan-a-bordar-para-preservar-la-memoria-por-el-feminicidio/

- Martínez Prado, Hérika. (6 de febrero de 2019). "Cartografía digital de un problema social: Ellas Tienen Nombre". El Diario de Juárez (Ciudad Juárez). Recuperado el 2 de enero de 2023.
- Quintero Correa, Valentina. (2022). Nos están matando. Cartografía de los asesinatos violentos contra las mujeres y feminicidios en Medellín 2015-2020 [tesis de Antropología de la Facultad de Ciencias Sociales y Humanas]. Universidad de Antioquia, Medellín.

- Terrazas, Jane. (16 de noviembre de 2018). Cartografía Textil del Feminicidio. En la Conferencia Binacional en Temas Fronterizos. Más allá del muro: resistencias desde las comunidades fronterizas. El Colegio de la Frontera Norte a través del Doctorado en Estudios Culturales, San Diego City College y Ollin Calli, Colectivo en Movimiento, Tijuana, Baja California. Recuperado el 19 de marzo de 2019 de https://www.colef.mx/evento/mas-alla-del-muro-resistencias-desde-las-comunidades-fronterizas/

- Terrazas, Jane. Ciudad Juárez: Jane Terrazas. https://mustangjane.tumblr.com/

- Van der Spuy, Anri and Namita Aavriti. (December 2017). Mapping research in gender and digital technology. Canada: Association for Progressive Communications APC. Recuperado el 19 de marzo de 2019 de http://www.usuariosdigitales.org/wp-content/uploads/2018/03/IDRC_Mapping2.pdf